# 유바 1세

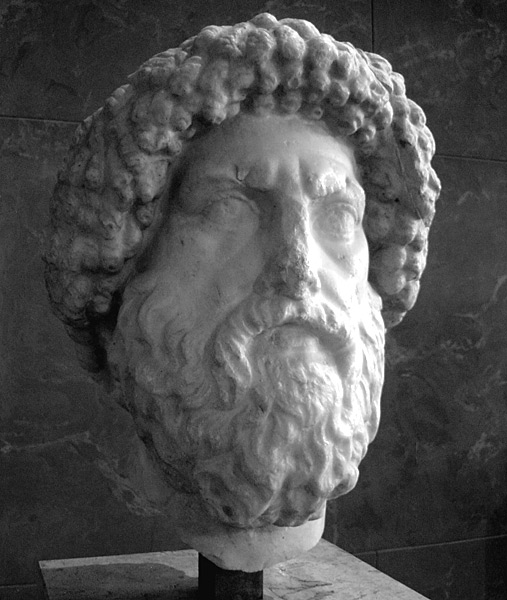

유바 1세 또는 누미디아의 유바 1세(Juba I of Numidia, 라틴어: IVBA, 포에니: ywbʿy; 기원전 85~46년경)는 현대 알제리 누미디아(기원전 60~46년 통치)의 왕이었다. 그는 히엠프살 2세의 아들이자 후계자였다.

## 약력
기원전 81년에 히엠프살은 왕좌에서 쫓겨났다. 얼마 지나지 않아 폼페이우스는 술라에 의해 누미디아에서 그를 왕으로 복위시키기 위해 아프리카로 보내졌고, 이로 인해 히엠프살과 나중에 유바는 폼페이우스의 동맹이되었다. 이 동맹은 유바가 로마를 방문했을 때 율리우스 카이사르가 유바의 아버지에 대항하여 그의 의뢰인을 변호하는 재판에서 수염을 잡아당겨 그를 모욕했을 때 강화되었다.
기원전 49년 8월 카이사르는 공화당으로부터 아프리카를 빼앗기 위해 큐리오를 보냈다. 큐리오는 과신했고 아프리카 총독 인 푸블리우스 아티우스 바루스를 낮게 평가했다. 큐리오는 주어진 것보다 적은 군단을 차지했다. 같은 해 바그라다스 전투(Battle of the Bagradas)에서 큐리오(Curio)는 자신의 군대를 이끌고 바루스(Varus)의 군대를 재빨리 패주시키고 바루스(Varus)에게 부상을 입힌 대담하고 오르막 공격을 감행했다. 이 성공에 고무된 큐리오는 잘못된 정보로 판명된 조치에 따라 행동하고 유바 군대의 분견대라고 생각되는 곳을 공격했다. 사실, 대부분의 왕의 군대가 그곳에 있었고 초기 성공 후 큐리오의 군대는 사부라(유바의 군사 사령관)에 의해 기습을 당하고 사실상 전멸되었다. 큐리오는 언덕 꼭대기에서 그의 군대의 잔재에 둘러싸여 전투에서 사망했다. 배에서 탈출한 사람은 극소수에 불과했고, 유바 왕은 원로원 의원 몇 명을 전시하고 처형하기 위해 누미디아로 다시 포로로 데려갔다.
카이사르가 아프리카에 도착하면서 유바는 원래 퀸투스 카에실리우스 메텔루스 피우스 스키피오 나시카와 합류할 계획이었지만, 그의 왕국은 카이사르의 동맹인 보쿠스 2세와 이탈리아 모험가 푸블리우스 시티우스에 의해 서쪽에서 침략당했다. 그래서 그는 코끼리 30마리만 남겨두고 조국을 구하기 위해 집으로 행진했다.
스키피오는 더 많은 병력 없이는 싸울 수 없다는 것을 알고 유바에게 도움을 요청하는 절박한 메시지를 보냈다. 유바는 즉시 사부라와 함께 그의 왕국 방어 사령부를 떠나 탑수스(Thapsus) 전투를 위해 약 15,000 명의 경보병, 1,000 명의 기병, 30 마리의 코끼리로 구성된 3 개 군단과 함께 스키피오에 합류했다. 그러나 그는 스키피오의 본선에서 떨어져 야영했다. 스키피오 군대의 확실한 패배를 본 유바는 전투에 참여하지 않고 30,000 명의 병력과 함께 도망 쳤다. 로마 장군 마르쿠스 페트레이우스(Marcus Petreius)와 함께 도망쳐 퇴로가 끊긴 것을 알게 된 그들은 자살 협정을 맺고 일대일 전투를 벌였다. 명예로운 죽음을 맞이할 것이라는 생각이었다. 출처는 결과에 따라 다르지만 페트레이우스가 유바를 죽인 다음 노예의 도움으로 자살했을 가능성이 크다.